# Gunung Mulieng (kulle)
Gunung Mulieng är en kulle i Indonesien.   Den ligger i provinsen Aceh, i den västra delen av landet, 1 800 km nordväst om huvudstaden Jakarta. Toppen på Gunung Mulieng är 68 meter över havet.
Terrängen runt Gunung Mulieng är huvudsakligen platt, men åt sydost är den kuperad. Havet är nära Gunung Mulieng åt sydväst.Runt Gunung Mulieng är det ganska tätbefolkat, med 90 invånare per kvadratkilometer.